# Lambron
Lampron oder Lambron (armenisch Լամբրուն Պերդ) war eine armenische Burg im Taurus. Der fränkische Name ist „Les Embruns“, der arabische Namrun.

## Lage
Die Burg liegt bei Çamlıyayla, rund 60 km nördlich von Tarsus in der Provinz Mersin, auf einem Felsklotz am Ende eines schmalen Felssporns des Bulgar Dag, und bildete den Schlüssel zur Kilikischen Pforte, da sie als uneinnehmbar galt.

## Geschichte
Die älteste bekannte Anlage ist byzantinisch. Ohne Ausgrabungen lässt sich nicht feststellen, ob es ältere Vorgängerbauten gab, angesichts der Lage ist dies sehr wahrscheinlich.
Die Burg wurde dem Hethumiden Oschin 1072 von Abul Gharib, dem byzantinischen Statthalter von Tarsus verliehen. Samuel von Ani sollte später behaupten, er habe die Festung den „Sarazenen“ (Seldschuken) abgenommen, diese waren allerdings zu dieser Zeit noch nicht bis in den Taurus vorgedrungen (Cheynet 1996). Oschin führte, ebenso wie sein Rivale Ruben im östlichen Kilikien den Titel eines sebastos.
1171 bis 1172 wurde die Burg von dem Rubeniden Mleh belagert, nachdem Hethum seine Frau, Mlehs Nichte, davongejagt hatte. 1183 belagerte Ruben III. die Festung erneut. Hethum rief Bohemund von Antiochia zur Hilfe. Dieser nahm Ruben während eines Festmahls in Antiochia verräterisch gefangen, aber Rubens Bruder Lewon führte die Belagerung fort, konnte Lambron aber trotz aller Anstrengungen nicht einnehmen.
Nachdem er König geworden war, gab er vor, seine Nichte Philippa, die Tochter Rubens, mit Oschin, dem ältesten Sohn Hethums zu vermählen. Während der Hochzeitsfeierlichkeiten in Tarsus konnte Lewon dann die von ihren Verteidigern entblößte Burg einnehmen. Er zwang Hethum, in das Kloster von Drazark einzutreten. Lampron übergab er seiner Mutter Rita von Barberon, angeblich, da er befürchtete, dass jeder Vasall, den er mit der Festung belehnte, gegen ihn rebellieren werde, da sie uneinnehmbar war. Philippa sollte später Theodor Laskaris heiraten.
Durch die erzwungene Heirat von Zabel, der Tochter Lewons, mit Hethum I. gelangte Lambron dann an den Konstabel Konstantin aus einer jüngeren Seitenlinie der Hethumiden. 1291 übergab Konstabel Konstantin die Burg an Konstantin, den Sohn Hethums, den Lewon ins Kloster gezwungen hatte. Aber Lewons Ausspruch sollte sich bewahrheiten. 1235 verbündete sich Konstantin von Lambron mit Kai Chosrau III. gegen König Hethum, der sich mit den Mongolen verbündet hatte und nahm Tarsus ein. Er musste sich aber wieder zurückziehen. Doch erst 1250 gelang es dem König, ihn gefangen zu nehmen und, trotz päpstlicher Proteste, zu töten.
Wann und wie die Burg an die Mamluken fiel, ist unbekannt.

## Anlage
Die Burg hat eine unregelmäßige Linsenform und nimmt eine Fläche von 330 × 150 m ein. Sie liegt ca. 50 m über dem Talboden. Gegen den Sporn im Norden ist sie durch einen in den Felsen eingehauenen Graben geschützt, der zwischen 16 und 25 m breit ist. Die terrassierte westliche Seite bietet den einfachsten Zugang, hier sind die Mauern am stärksten. Die Anlage besteht aus einer Burg und einer Vorburg. Der einzige Zugang befindet sich im Westen, zusätzlich gibt es noch eine Ausfallpforte.
Die Gewölbe der Wohngebäude sind teilweise noch erhalten. Die Räume waren teilweise mit einem Hypokaust ausgestattet.